# Saint-Marcel, Indre
Saint-Marcel är en kommun i departementet Indre i regionen Centre-Val de Loire i de centrala delarna av Frankrike. Kommunen ligger i kantonen Argenton-sur-Creuse som tillhör arrondissementet Châteauroux. År 2022 hade Saint-Marcel 1 510 invånare.

## Befolkningsutveckling
Antalet invånare i kommunen Saint-Marcel
Referens:INSEE